# Chủ nghĩa lãng mạn ở Ba Lan
Chủ nghĩa lãng mạn ở Ba Lan, một thời kỳ văn học, nghệ thuật và trí tuệ trong sự phát triển của văn hóa Ba Lan, bắt đầu vào khoảng năm 1820, trùng hợp với việc xuất bản những bài thơ đầu tiên của Adam Mickiewicz vào năm 1822. Nó kết thúc bằng việc đàn áp Cuộc nổi dậy tháng 1 năm 1863 chống lại Đế quốc Nga vào năm 1864. Sự kiện thứ hai đã mở ra một kỷ nguyên mới trong văn hóa Ba Lan được gọi là Chủ nghĩa thực chứng.
Chủ nghĩa lãng mạn Ba Lan, không giống như chủ nghĩa lãng mạn ở một số khu vực khác của châu Âu, không chỉ giới hạn trong các mối quan tâm về văn học và nghệ thuật. Do hoàn cảnh lịch sử cụ thể của Ba Lan, đặc biệt là sự phân chia của Ba Lan, đây cũng là một phong trào tư tưởng, triết học và chính trị thể hiện lý tưởng và cách sống của một bộ phận lớn  của xã hội Ba Lan chịu sự cai trị của nước ngoài cũng như sự phân biệt đối xử về sắc tộc và tôn giáo.

## Lịch sử
Chủ nghĩa lãng mạn Ba Lan có hai giai đoạn khác biệt về hình thức văn học của nó: 1820–1832, và 1832–1864. Trong thời kỳ đầu tiên, Lãng mạn Ba Lan chịu ảnh hưởng mạnh mẽ của các nền Lãng mạn Châu Âu khác. Nghệ thuật của họ đề cao chủ nghĩa cảm tính và phi lý trí, tưởng tượng và trí tưởng tượng, tôn sùng nhân cách, văn hóa dân gian và cuộc sống đồng quê, và việc truyền bá lý tưởng tự do. Các nhà văn nổi tiếng nhất trong thời kỳ này là Adam Mickiewicz, Seweryn Goszczyński, Tomasz Zan và Maurycy Mochnacki.

 Trong thời kỳ thứ hai, nhiều người theo chủ nghĩa Lãng mạn Ba Lan làm việc ở nước ngoài, thường bị các cường quốc chiếm đóng trục xuất khỏi Ba Lan do những ý tưởng lật đổ chính trị của họ. Công việc của họ ngày càng bị chi phối bởi những lý tưởng đấu tranh chính trị cho tự do và chủ quyền của đất nước họ. Các yếu tố của chủ nghĩa thần bí trở nên nổi bật hơn. Ở đó nảy sinh ý tưởng về nhà thơ wieszcz (nhà tiên tri). Wieszcz (bard) hoạt động như một nhà lãnh đạo tinh thần cho quốc gia đấu tranh giành độc lập của mình. Nhà thơ đáng chú ý nhất được công nhận là Adam Mickiewicz. Sử thi câu thơ nổi tiếng Pan Tadeusz của ông mô tả tình yêu của ông đối với quê hương bị chia cắt và con người của quê hương ông: 

"O Lithuania, my country, thou
Art like good health; I never knew till now
How precious, till I lost thee. Now I see
Thy beauty whole, because I yearn for thee."
(— Opening stanza of Pan Tadeusz, Kenneth R. Mackenzie translation)
 Các nhà văn lãng mạn Ba Lan đáng chú ý khác đang hoạt động ở nước ngoài bao gồm Juliusz Słowacki, Zygmunt Krasiński và Cyprian Kamil Norwid. Một số người La Mã vẫn hoạt động ở Ba Lan bị chia cắt và chiếm đóng, bao gồm Józef Ignacy Kraszewski, Wincenty Pol, Władysław Syrokomla và Narcyza Żmichowska. Một trong những phẩm chất độc đáo của Chủ nghĩa lãng mạn Ba Lan là mối liên hệ và nguồn cảm hứng từ lịch sử Ba Lan từ trước cuộc xâm lược. Chủ nghĩa lãng mạn Ba Lan đã làm sống lại các truyền thống "Sarmatic" cũ của giới quý tộc Ba Lan, szlachta. Những truyền thống và phong tục cũ đã được miêu tả một cách thuận lợi trong phong trào thiên sai Ba Lan và trong các tác phẩm hàng đầu của hầu như tất cả các nhà thơ quốc gia Ba Lan, đáng chú ý nhất là trong Pan Tadeusz, nhưng cũng có trong các tác phẩm sử thi của các nhà văn văn xuôi bao gồm cuốn Trylogia của Henryk Sienkiewicz. Mối liên hệ chặt chẽ giữa Chủ nghĩa lãng mạn Ba Lan và quá khứ đã trở thành một trong những phẩm chất xác định của văn học thời kỳ Lãng mạn Ba Lan, khác biệt với văn học của các quốc gia khác, những người không bị mất tình trạng quốc gia như trường hợp của Ba Lan.
Ý tưởng lãng mạn không chỉ thể hiện cho văn học mà còn cả hội họa và âm nhạc. Hội họa lãng mạn Ba Lan được thể hiện qua tác phẩm của Artur Grottger, Henryk Rodakowski, hoặc nghệ sĩ cưỡi ngựa bậc thầy Piotr Michałowski (hiện ở Sukiennice), và Jan Nepomucen Głowacki được coi là cha đẻ của trường phái vẽ phong cảnh Ba Lan, cũng như họa sĩ lịch sử nổi tiếng Leopold Loeffler được Matejko mời đến Kraków để dạy những người nổi tiếng trong tương lai của phong trào Ba Lan trẻ bao gồm Wyspiański, Tetmajer, Malczewski và Weiss cùng những người khác. Âm nhạc của Frédéric Chopin và Stanisław Moniuszko đã truyền cảm hứng cho sự phát triển của phong trào Lãng mạn Ba Lan trong mọi lĩnh vực thể hiện sáng tạo.

### Các nhà văn và nhà thơ lãng mạn nổi tiếng của Ba Lan
| - Feliks Bernatowicz (1786–1836) - Ryszard Berwiński (1819–1879) - Stanisław Bogusławski (? -D. 1870) - Kazimierz Brodziński (1791–1835) - Antoni Czajkowski (1816–1873) - Michał Czajkowski (1804–1886) - Adam Jerzy Czartoryski (1770–1861) - Jan Czeczot (1796-1846) - Franciszek Salezy Dmochowski (1801–1871) - Gustaw Ehrenberg (1818–1895) - Aleksander Fredro (1791–1876) - Antoni Gorecki (1787–1861) - Seweryn Goszczyński (1801–1876) - Klementyna Hoffmanowa (1798–1845) - Teodor Tomasz Jeż (Zygmunt Miłkowski) (1824–1915) - Kajetan Koźmian (1771–1856) - Zygmunt Krasiński (1812–1859) - Józef Ignacy Kraszewski (1812–1887) |  | - Teofil Lenartowicz (1822–1893) - Jadwiga Łuszczewska (1834–1908) - Antoni Malczewski (1793–1826) - Adam Mickiewicz (1798–1855) - Maurycy Mochnacki (1803–1834) - Cyprian Kamil Norwid (1821–1883) - Wincenty Pol (1807–1882) - Mieczysław Romanowski (1834–1863) - Henryk Rzewuski (1791–1866) - Lucjan Siemieński (1807–1877) - Juliusz Słowacki (1809–1849) - Władysław Syrokomla (1823–1862) - Kornel Ujejski (1823–1897) - Maria Wirtemberska (1768–1854) - Józef Bohdan Zaleski (1802–86) - Tomasz Zan (1796–1855) - Narcyza Żmichowska (1819–1876) |

### Các số liệu đáng chú ý khác
- Aleksander Borkowski Dunin (1811–1896)
- Józef Borkowski Dunin (1809-1843)
- Frédéric Chopin (1810-1849), nhà soạn nhạc
- Edward Dembowski (1822-1846), triết gia, nhà báo và nhà hoạt động
- Piotr Michałowski (1800-1855), họa sĩ
- Stanisław Moniuszko (1819-1872), nhà soạn nhạc
- Stanisław Kostka Potocki (1755-1821), người bảo trợ nghệ thuật, triết gia và trí thức
- Andrzej Towiański (1799-1878), nhà triết học và nhà lãnh đạo tôn giáo theo chủ nghĩa Messi
- Kazimierz Władysław Wójcicki (1807-1879)